# Добра времена, лоша времена
Добра времена, лоша времена је немачка сапуница која се без прекида снима и емитује од 1992. године. Представља најпознатију, најдуговечнију и најуспешнију немачку сапуницу икада. Прва епизода је премијерно приказана 11. маја 1992. године на каналу RTL и до данас је емитовано више од 7000 епизода. Емитује се од понедељка до петка у термину од 19.40 часова.
Првобитно је представљала римејк аустралијске сапунице The Restless Years (1977—1981). Немачка верзија је првобитно имала 230 епизода, знатно преписаних из оригинала. Већ након прве године емитовања, радња Gute Zeiten, schlechte Zeiten више није заснован на садржају The Restless Years.
Емитовање је започето уз лошу гледаност и критике. Како год, канал је веровао да ће серија постићи успех и до јесени 1993, радња са серијским убицом, помогла је у побољшању гледаности, те је Gute Zeiten, schlechte Zeiten постала успешна ТВ серија. Не само да је била најгледанија у свом термину, већ је постала и један од најгледанијих програма, најчешће у топ 10 дневно. Године 2002, сапуница је доживела свој врхунац, када је преко 7 милиона гледалаца пратило јубиларну 2500. епизоду.
Gute Zeiten, schlechte Zeiten се бави разним темама као што су хомосексуалност, инцест, силовање, дрогирање, криминал, рак дојке, булимија, алкохолизам и душевне болести.
Франк Томас Менде и Лиза Рикен су били чланови оригиналне поставе серије који су најдуже остали у њој. Напустили су је 2010. године. Волфганг Баро, који се постави придружио у фебруару 1993, постао је глумац који је најдуже глумио у серији. Други глумци који су такође дуго радили на пројекту су и Данијел Фелоу (придружио се 1996 и од тада узео пар пауза) и Феликс фон Јашероф (придружио се 2001). Улрике Франк је тренутно глумица која је најдуже у серији, игра од 2002. године.
Ова серија је лансирала неколико успешних каријера у музичкој индустрији. Први је члан оригиналне поставе, Андреас Елсхолц. Свакако су најпознатије Џенет Бидерман и Ивон Катерфилд, које су напустиле сапуницу на врхунцу своје каријере.

## Продукција
Идеја о успостављању дневне сапунице у Немачкој први пут је дошла крајем 1991. године. Продукцијска компанија Grundy UFA прилагодила је аустралијску сапуницу The Restless Years Рега Ватсона. Програм је успешно римејкован у Холандији годину дана раније. Производња немачке адаптације, званично познате као Gute Zeiten, schlechte Zeiten, почела је 23. фебруара 1992. године. Прва епизода емитована је готово три месеца касније, 11. маја 1992. године.
Програм је сниман у студију у Берлин-Темпелхоф прве три године. У октобру 1995. продукција серије преселила се у Филмстудио Бабелсберг. Ово је захтевало неколико промена. У почетку није било одређено где се радња одвија. Међутим, у својој другој години, установљено је да је Gute Zeiten, schlechte Zeiten постављено у Берлину. Од тада се град користи за идентификацију са форматом; користећи неколико поставки хоризонта у епизоди.
Рајнер Вакман и Гуидо Рајнхард имају главну одговорност за производњу, а Мари Холкер контролише свакодневну продукцију и надгледа писање програма. Писање је под контролом тима писаца за које се зна да раде и на осталим Grundi UFA сапуницама: Alles was zählt, Verbotene Liebe и Unter uns. Gute Zeiten, schlechte Zeiten користи тамније поставке од осталих три сапунице са сетовима који се појављују у модерним, углавном тамним бојама.

## Улоге

### Оригинална постава
| Глумац                 | Улога                       | Трајање   |
| ---------------------- | --------------------------- | --------- |
| Андреа Хун             | Клаудија Видемејер Луперман | 1992      |
| Бернард Хајнрих Херцог | Освалд Луперман             | 1992      |
| Дирк Борхард           | Бертрам Кулер               | 1992      |
| Викторија Фојгт        | Дениз Кулер                 | 1992      |
| Матијас Хинц           | Петер Бекер                 | 1992      |
| Кристијан Кристијани   | Герда Бекер                 | 1992      |
| Сузана Циленбах        | Лило Готшик                 | 1992—1993 |
| Наташа Пфејфер         | Марина Геперт Рихтер        | 1992—1993 |
| Томас Голк             | Карстен Рихтер              | 1992—1993 |
| Мари Кристин Херигер   | Јулија Бакхоф               | 1992—1993 |
| Јоханес Беснер         | Франк Улрих                 | 1992—1993 |

### Тренутна постава
| Глумац              | Улога                 | Година |
| ------------------- | --------------------- | ------ |
| Волфганг Баро       | Џо Гернер             | 1993.  |
| Данијел Фелоу       | Леон Морено           | 1996.  |
| Феликс фон Јашероф  | Џон Бахман            | 2001.  |
| Улрике Франк        | Катрин Флеминг        | 2002.  |
| Ан Менден           | Емили Хуфер Бадак     | 2004.  |
| Јорн Шлонвоигт      | Филип Хуфер           | 2004.  |
| Томас Дершел        | Макс Кригер           | 2009.  |
| Клеменс Лор         | Александер Кустер     | 2009.  |
| Ева Мона Родекиршен | Марен Сифелд          | 2010.  |
| Ирис Марике Штен    | Лиљане „Лили” Сифелд  | 2010.  |
| Феликс ван Девентер | Јонас Сифелд          | 2014.  |
| Валентина Пад       | Сани Рихтер           | 2015.  |
| Тадеус Меилингер    | Феликс Леман          | 2016.  |
| Никлас Остеролх     | Паул Видман           | 2016.  |
| Кристијанти Каваци  | Лаура Вебер           | 2017.  |
| Марија Ведиг        | Нина Аренс            | 2017.  |
| Максимилијан Браун  | Луис Аренс            | 2017.  |
| Оливер Франк        | Мартин Аренс          | 2017.  |
| Гамце Сенол         | Хирин Акинки          | 2017.  |
| Оливија Мареј       | Антонија „Тони” Аренс | 2018.  |
| Тимур Улкер         | Нихат Гунеј           | 2018.  |
| Гиса Зах            | Ивон Боде             | 2019.  |
| Нилс Шулц           | Роберт Кли            | 2019.  |

## Спин-оф
Године 2002, на врхунцу успеха програма, RTL је желео да покрене спин-оф, зван Großstadtträume (срп. Град снова). Глумица Сандра Келер која је напустила своју популарну улогу као Тина Цимерман четири године раније требало је да се врати као звезда у новом пројекту. Међутим, преговори између мреже и Келерове су пропали. Мрежа је одлучила да преобрази популарну улогу. Изабрана је Улрике Френк, која је управо глумила у отказаној сапуници Mallorca – Suche nach dem Paradies. Лик Тине се убрзо вратио у Gute Zeiten, schlechte Zeiten игран од стране Улрике Франк.
Großstadtträume је премијерно приказан 8. маја 2000. године. Поред Улрике Франк као Тине, у серији се вратила Викторија Штрума као Мила Енгел. Лаурент Данијелс, који је играо Филипа Кригера, прешао је из Gute Zeiten, schlechte Zeiten у спин-оф. У серији се радило о лансирању часописа о животном стилу, под називом POOL.
Мрежа је наручила 26 епизода. Међутим, емисија није била успешна. Након премијере, рејтинзи су драматично пали и Großstadtträume је отказан након само 7 емитованих епизода. Програм од тада никада није поново емитован.